# Bobówka

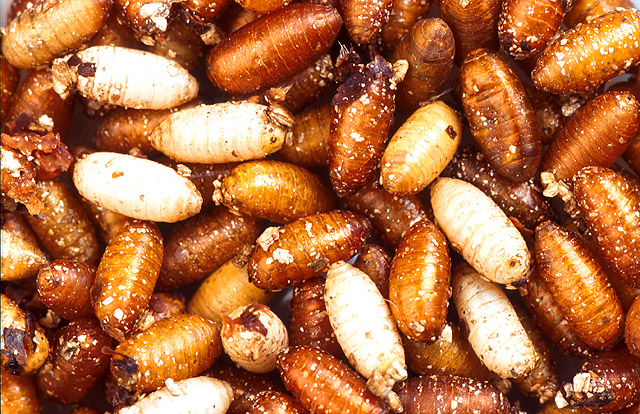
Bobówki owocanki południówki, koloru białego zawierają samice

Bobówka, baryłka – poczwarka wolna (poczwarka, której podstawowe przydatki (skrzydła, odnóża, czułki) nie przylegają do ciała, tzn. nie są przyklejone wydzieliną gruczołów larwalnych) muchówek wraz z kokonem rzekomym. Poczwarka ta pozostaje w ostatniej wylince.